# Valeri Liukin
Valeri Viktorovich Liukin, em russo:  Валерий Викторович Люкин, (Aktyubinsk - Cazaquistão, URSS, 17 de dezembro de 1966) é um ex-atleta que competiu em provas de ginástica artística pela extinta União Soviética. Como treinador, levou sua filha, Nastia Liukin, a diversos títulos mundiais e olímpicos. 
Liukin foi o campeão das Olimpíadas de Seul, na Coreia do Sul, competindo por equipes e na barra fixa. Nas barras paralelas e no individual geral, o até então ginasta terminou com as medalhas de prata, encerrando a competição como tetra-medalhista olímpico.
Valeri também ficara conhecido por ser o primeiro ginasta a realizar um triplo mortal grupado para trás no solo e um layout invertido seguido de um twist na barra fixa. Dentre seus melhores resultados, estão ainda as conquistas de seis medalhas em seis disputáveis  - quatro de ouro, uma de prata e uma de bronze - no Campeonato Mundial de 1987, realizado na cidade de Moscou, competição esta em que performou os inéditos movimentos que o ajudaram a conquistar o ouro no solo e no concurso geral.
Em 2000, o já treinador tornou-se um cidadão americano. Liukin é casado com a ex-ginasta rítmica e campeã mundial de 1987 Anna Kotchneva e treina sua filha, Nastia, no ginásio WOGA, que abriu no estado norte-americano do Texas com um amigo dos tempos de campeonato. Em 2005, Liukin fora inserido no International Gymnastics Hall of Fame e em 2008, fora o técnico campeão olímpico do individual geral, ao ter Nastia conquistado a disputa.

## Carreira
Valeri iniciou-se na modalidade gímnica aos sete anos. Contudo, apenas aos onze optou por treinar para se tornar um ginasta. Esse momento coincidiu com sua mudança para Alma-Ata, onde começou a praticar no ginásio Dynamo, sob os cuidados de Eduard Yarov. A partir daí, não demorou a ter seu esforço reconhecido: Pouco tempo depois, Liukin transferia-se para treinar em Moscou e integrar a equipe nacional júnior, aos dezesseis anos.
Em 1984, dois anos após sua entrada na equipe nacional, Liukin já era considerado apto às principais competições. No ano seguinte, na Copa da Amizade, o jovem ginasta conquistava sua primeira medalha internacional pela equipe sênior: o ouro por equipes. Ainda em 1985, no Campeonato Internacional Júnior, Valeri conquistou seis medalhas de ouro individuais. Apenas na prova do solo, o ginasta não subiu ao pódio. No ano posterior, nos Jogos da Amizade, o atleta conquistou o ouro por equipes e o ouro no salto. Em outra competição, a World Sports Fair, foram mais dois pódios – O primeiro deles, no individual geral, fora conquistado com a terceira colocação. O seguinte, de ouro, fora na barra fixa, um dos principais aparelhos do ginasta.
Apesar das conquistas, apenas em 1987, Liukin participou de grandes disputas internacionais. A primeira delas foi o Campenato Europeu, de realização em Moscou. Nesta competição conquistou quatro medalhas de ouro: Concurso geral – no qual derrotou o favorito e antes medalhista de ouro Yuri Korolev -, solo – onde executou um backup triplo -, cavalo com alças e barra fixa. Além dessas, ele ainda subiu ao pódio por mais duas vezes: Com uma medalha de prata nas argolas e uma de bronze no salto. Com os bons resultados de estreia no Europeu, Liukin credenciou-se como favorito à medalha de ouro do Campeonato Mundial de Ginástica Artística. Contudo, uma lesão sofrida durante as disputas por equipes, o impediram de disputar as provas do individual geral. Dessa forma, o atleta encerrou sua participação na edição de, com uma medalha de ouro por equipes.
1988 iniciou-se com os campeonatos nacionais. A primeira competição foi o Campeonato Soviético. Nele, Valeri participou das provas do concurso geral e terminou a disputa com a terceira posição. Já na Copa Soviética, competindo no mesmo evento, conquistou a medalha de prata. Considerado um graduado membro da equipe nacional, Liukin representou URSS nos Jogos Olímpicos de Seul em quatro finais. A primeira delas foi por equipes, na qual, ao lado de Vladimir Novikov, Vladimir Gogoladze, Dmitry Bilozerchev, Vladimir Artemov e Sergei Kharkov, conquistou sua primeira medalha olímpica, a de ouro. A Alemanha Oriental e o Japão, completaram o pódio. Em sua segunda final, no concurso geral, Valeri fora superado apenas por seu compatriota Vladmir Artemov, por 0,100 ponto, terminando então com a medalha de prata. Nas disputas individuais por aparelhos, Liukin conquistou ainda o ouro na barra fixa e a prata nas barras paralelas.
O ano seguinte fora improdutivo para o ginasta. Com o braço direito quebrado, Liukin só voltou a competir em 1990, nos Jogos da Amizade, no qual conquistou três medalhas – Ouro por equipes e no solo, e prata nas argolas. Em 1991, em sua última participação em um Campeonato Mundial, de edição realizada em Indianápolis, Valeri subiu no pódio por duas vezes. Fora primeiro colocado nas disputas por equipes e terceiro no concurso geral. Esta fora a última competição disputada por Liukin enquanto representante da União Soviética.
Com a queda da URSS, Valeri decidiu mudar-se com sua família para os Estados Unidos, em 1992, radicando-se, primeiramente, em Nova Orleans. Um ano mais tarde, agora como atleta do Cazaquistão, Liukin disputou o Campeonato Mundial em Birmingham, Inglaterra. Nesta edição, o ginasta encerrou sua participação com a sexta colocação no individual geral após um movimento triplo mal executado.
Em 1994, Liukin abriu o ginásio WOGA, no Texas, junto à Evgeny Marchenko, um ex-ginasta soviético, que competia em provas de ginástica acrobática. Neste mesmo ano, começou a treinar sua filha e ainda fora convidado a participar dos Jogos Asiáticos, onde terminou no sexto lugar na disputa das argolas. Enquanto treinador, Valeri Liukin foi  campeão olímpico do individual geral  de 2008, bicampeão mundial da trave, campeão mundial por equipes e das barras assimétricas, bicampeão pan-americano por equipes e campeão pan-americano na trave. Títulos estes, todos conquistados por sua filha e ginasta Nastia Liukin.
Em 2016, Valeri Liukin foi anunciado como substituto de Martha Karoly à frente do programa de ginástica feminino assumindo o cargo de coordenador após os Jogos Olímpicos do Rio de Janeiro. 

## Principais resultados
| Ano  | Evento                                    | AA                | Equipe          | Solo             | Cavalo com alças | Argolas          | Salto sobre o cavalo | Barras paralelas | Barra fixa       |
| ---- | ----------------------------------------- | ----------------- | --------------- | ---------------- | ---------------- | ---------------- | -------------------- | ---------------- | ---------------- |
| 1983 | Copa da Amizade (júnior)                  |                   | Medalha de ouro |                  |                  |                  |                      |                  |                  |
| 1984 | Copa da Amizade (júnior)                  |                   | Medalha de ouro |                  |                  |                  |                      |                  |                  |
| 1984 | Campeonato Soviético                      |                   |                 |                  |                  |                  | Medalha de prata     |                  |                  |
| 1985 | Copa da Amizade (júnior)                  | Medalha de prata  | Medalha de ouro | Medalha de prata | Medalha de ouro  |                  |                      | Medalha de ouro  | Medalha de ouro  |
| 1985 | Campeonato Internacional Júnior           | Medalha de ouro   |                 |                  | Medalha de ouro  | Medalha de ouro  | Medalha de ouro      | Medalha de ouro  | Medalha de ouro  |
| 1986 | Jogos da Amizade                          |                   | Medalha de ouro |                  |                  |                  | Medalha de ouro      |                  |                  |
| 1987 | Campeonato Europeu                        | Medalha de ouro   |                 | Medalha de ouro  |                  | Medalha de prata | Medalha de bronze    | Medalha de ouro  | Medalha de ouro  |
| 1987 | Campeonato Soviético                      | Medalha de ouro   |                 |                  |                  |                  |                      |                  |                  |
| 1987 | Copa Soviética                            | Medalha de prata  |                 | Medalha de prata |                  | Medalha de ouro  |                      |                  | Medalha de prata |
| 1987 | Campeonato Mundial de Ginástica Artística |                   | Medalha de ouro |                  |                  |                  |                      |                  |                  |
| 1988 | Jogos Olímpicos                           | Medalha de prata  | Medalha de ouro |                  |                  |                  |                      | Medalha de prata | Medalha de ouro  |
| 1988 | Campeonato Soviético                      | Medalha de bronze |                 |                  |                  |                  |                      |                  |                  |
| 1988 | Copa Soviética                            | Medalha de prata  |                 |                  |                  |                  |                      |                  |                  |
| 1990 | Jogos da Amizade                          |                   | Medalha de ouro | Medalha de ouro  |                  | Medalha de prata |                      |                  |                  |
| 1991 | Copa Soviética                            | 4º                |                 |                  |                  |                  |                      |                  |                  |
| 1991 | Campeonato Mundial de Ginástica Artística | Medalha de bronze | Medalha de ouro |                  |                  |                  |                      |                  |                  |
| 1993 | Campeonato Mundial de Ginástica Artística | 6º                |                 |                  |                  |                  |                      |                  |                  |
| 1994 | Jogos Asiáticos                           |                   |                 |                  |                  | 6º               |                      |                  |                  |